# Colopus
Colopus é um género de répteis escamados da família Gekkonidae. Este género é monotípico, ou seja, apenas contém um espécie: Colopus wahlbergii.
Esta espécie pode ser encontrada na África do Sul, Namíbia, Botsuana e no deserto do Kalahari.